# Chodský Pes

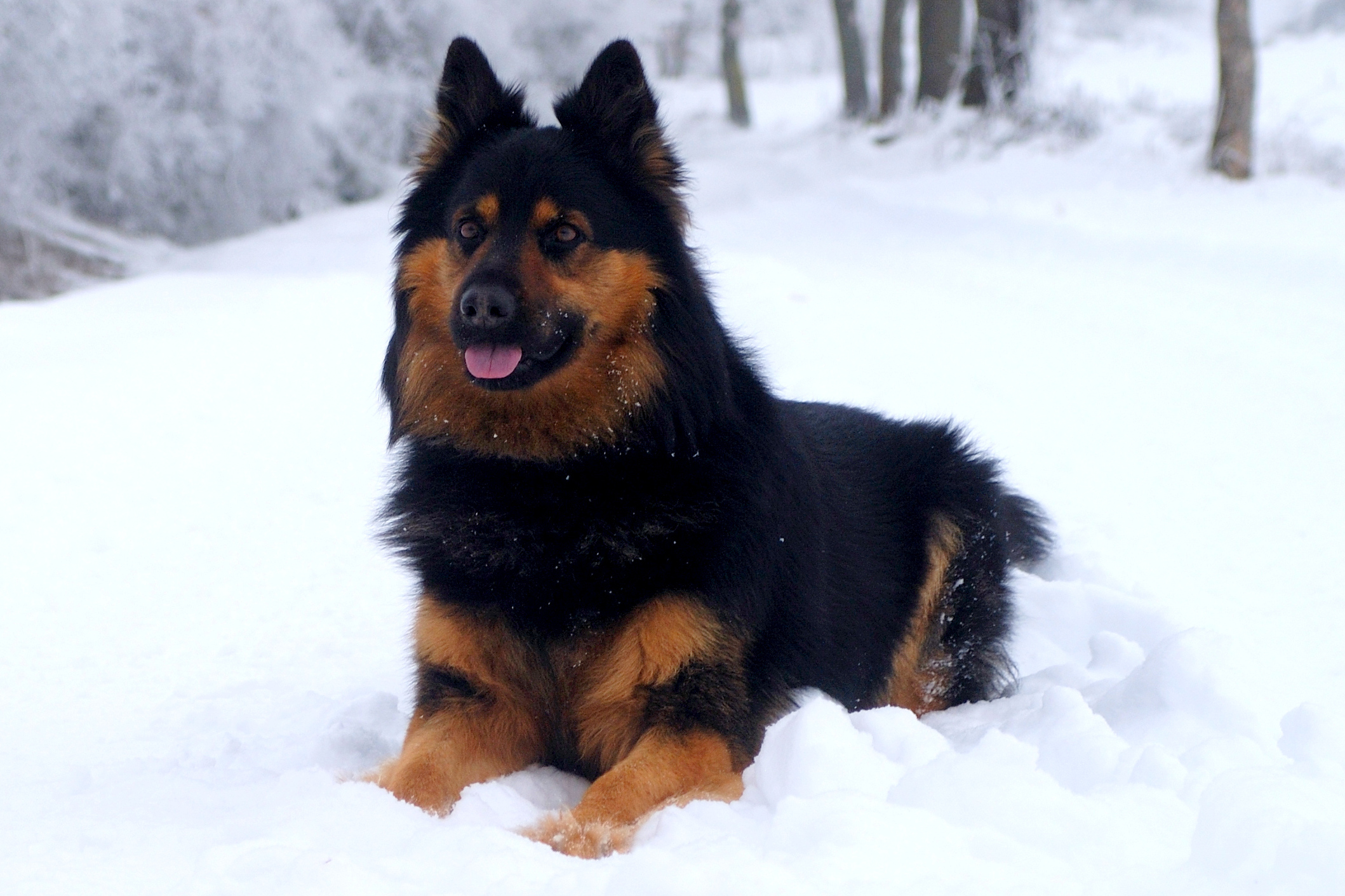
Cão adulto

Pastor-boêmio(em checo: Chodský pes), é uma raça de cães de pastoreio originária da Boêmia, na República Checa.
A presença de seu ancestral em terras checas é conhecida pelo menos desde o século XIV. E a partir do século XVI considera-se que foi inciada a sua criação profissional. Seu ancestral era uma Land-race dividida pelo menos em duas variedades: uma maior de tipo mastim, completamente extinta; e a menor, mais próxima do tipo spitz. Ambos com a característica pelagem preta-e-castanha. Na metade do século XX, a raça foi totalmente esquecida (ou extinta) após a Segunda Guerra Mundial. Mas, em 1984 cinólogos começaram os esforços para reconstruir a raça com base em descrições antigas, e desenhos de Mikoláš Aleš. O projeto deu certo. Em 1997 os criadores aderiram o exame de displasia coxofemoral para reprodutores. E em 2019 a raça foi aceita provisoriamente pela FCI. Utilizado como cão de pastoreio e guarda de rebanhos, o pastor boêmio foi trazido por seu povo desde a Polônia(provavelmente) até Chodov, região de Plzeň, distrito de Domažlice na Boêmia (Antigo reino da Boêmia), onde ajudou seus donos na missão de guardar as fronteiras.
Especula-se que a raça seja um dos predecessores do Pastor Alemão e demais raças de pastoreio assemelhadas da região, como as remanescentes Land-races de cães pastores (Altdeutsche Hütehunde) da Alemanha.
O peso médio de um pastor-boêmio varia de 15 a 25 kg; e sua altura de 48-55 cm na cernelha. É inteligente, leal, fácil de treinar, sociável e corajoso.